# Galiner
Galiner je majhen nenaseljen otoček v Jadranskem morju in je del otočja Vrsar. Pripada Hrvaški.
V skladu z zakonom o otokih in glede na demografske razmere in gospodarski razvoj je Galiner razvrščen v kategorijo majhnih, občasno naseljenih in nenaseljenih otokov in otočkov (MPNNOO), za katere se sprejemajo programi trajnostnega razvoja otokov.
V državnem programu za zaščito in uporabo majhnih, občasno naseljenih in nenaseljenih otokov ter okoliškega morja Ministrstva za regionalni razvoj in sklade Evropske unije je otok Galiner uvrščen med kamnite otoke. Ima površino 5.371 m2 in obalo, dolgo 264 m. IOO je 1302 in pripada občini Vrsar.